# Lotus 35
La Lotus 35 est une Formule 2 et Formule 3 du constructeur britannique Lotus, construite pour la saison 1965 pour les besoins de l'équipe Lotus et également vendue à des particuliers et des équipes privées.
Le châssis monocoque en tôle d'acier et d'aluminium est dérivé de la Lotus 32 de Formule 2.
Les moteurs sont dérivées du bloc Ford de 997 cm3 pour la F2, comme pour la F3. Le bloc F2 était un pur moteur de course de type Cosworth SCA, simple arbre à cames, et à carburateurs développant jusqu'à 124 ch dans ses dernières évolutions. Un bloc BRM double arbre et à injection faisait partie de la liste d'options.
En F3, la voiture courait avec des blocs Ford Cosworth MAE de 997 cm3 comme la F2 mais moins puissants car proches du moteur de série.
La boîte était à 4 vitesses d'origine Hewland à 4, 5 ou 6 rapports.
La Lotus 35 eut un succès mitigé, la saison est dominée par des Brabham à moteur Honda, plus puissantes. Jim Clark gagnera quelques courses avec elle, dont le Grand Prix de Pau.